# Чемпіонат Європи з легкої атлетики 1978
Чемпіонат Європи з легкої атлетики 1978 був проведений 29 серпня-3 вересня в Празі на стадіоні Евжена Рошицького.
На чемпіонаті було встановлено чотири світові рекорди в жіночих дисциплінах: Марітою Кох у бігу на 400 метрів (48,94), Тетяною Зеленцовою у бігу на 400 метрів з бар'єрами (54,89), Сарою Сімеоні в стрибках у висоту (2,01 м) та Вільгельміною Бардаускене в стрибках у довжину (7,09 м в кваліфікації).
Рут Фухс встановила новий рекорд Європи у метанні списа (69,16 м).
Чемпіонат ознаменувався низкою дискваліфікацій спортсменів внаслідок порушення ними анти-допінгових правил (із забороною брати участь у змаганнях строком на 18 місяців). Три з них стосувались українських легкоатлетів — дискваліфіковані українці Надія Ткаченко (пятиборство, 1 місце, 4744 очки), Катерина Гордієнко (пятиборство, 5 місце, 4572 очки) та Василь Єршов (метання списа, 5 місце, 85,06 м). Крім цього, дискваліфікації зазнали росіянин Євген Миронов (штовхання ядра, 2 місце, 20,87 м) та болгарка Олена Стоянова (штовхання ядра, 5 місце, 19,43 м).

## Призери

### Чоловіки
| Дисципліни                | Золото                                                              | Золото         | Срібло                                                                  | Срібло      | Бронза                                                                          | Бронза      |
| ------------------------- | ------------------------------------------------------------------- | -------------- | ----------------------------------------------------------------------- | ----------- | ------------------------------------------------------------------------------- | ----------- |
| 100 метрів                | П'єтро Меннеа Італія                                                | 10,27          | Ойген Рай НДР                                                           | 10,36       | Володимир Ігнатенко СРСР                                                        | 10,37       |
| 200 метрів                | П'єтро Меннеа Італія                                                | 20,16 CR       | Олаф Пренцлер НДР                                                       | 20,61       | Петер Мустер Швейцарія                                                          | 20,64       |
| 400 метрів                | Франц-Петер Гофмайстер ФРН                                          | 45,73          | Карел Коларж Чехословаччина                                             | 45,77 NR    | Франсіс Демартон Франція                                                        | 45,97       |
| 800 метрів                | Олаф Баєр НДР                                                       | 1.43,84 CR     | Стів Оветт Велика Британія                                              | 1.44,09     | Себастьян Коу Велика Британія                                                   | 1.44,76     |
| 1500 метрів               | Стів Оветт Велика Британія                                          | 3.35,59 CR     | Імонн Коглен Ірландія                                                   | 3.36,57     | Девід Муркрофт Велика Британія                                                  | 3.36,70     |
| 5000 метрів               | Венанціо Ортіс Італія                                               | 13.28,52       | Маркус Ріффель ШвейцаріяОлександр Федоткін СРСР                         | 13.28,60    | не вручалась                                                                    |             |
| 10000 метрів              | Мартті Вайніо Фінляндія                                             | 27.30,99 CR NR | Венанціо Ортіс Італія                                                   | 27.31,48    | Олександр Антипов СРСР                                                          | 27.31,50 NR |
| 110 метрів з бар'єрами    | Томас Мункельт НДР                                                  | 13,44          | Ян Пустий Польща                                                        | 13,55       | Арто Брюггаре Фінляндія                                                         | 13,56       |
| 400 метрів з бар'єрами    | Гаральд Шмід ФРН                                                    | 48,51 CR       | Дмитро Стукалов СРСР                                                    | 49,72       | Василь Архипенко СРСР                                                           | 49,77       |
| 3000 метрів з перешкодами | Броніслав Маліновський Польща                                       | 8.15,08        | Патріц Ільг ФРН                                                         | 8.16,92     | Ісмо Тоуконен Фінляндія                                                         | 8.18,29     |
| 4×100 метрів              | Польща Зенон Новош Зенон Лічнерський Лешек Дунецький Мар'ян Воронін | 38,58 CR       | НДР Манфред Кокот Ойген Рай Олаф Пренцлер Александр Тіме                | 38,78       | СРСР Сергій Владимирцев Микола Колесников Олександр Аксинін Володимир Ігнатенко | 38,82       |
| 4×400 метрів              | ФРН Мартін Вепплер Горст-Рюдігер Шлеске Бернд Геррман Гаральд Шмід  | 3.02,03 CR     | Польща Єжі Влодарчик Збігнев Яремський Цезарій Лапінський Ришард Подляс | 3.03,62     | Чехословаччина Жан-Клод Налле Роже Веласкес Жак Каретт Франсіс Демартон         | 3.04,99     |
|                           |                                                                     |                |                                                                         |             |                                                                                 |             |
| Марафон                   | Леонід Мосєєв СРСР                                                  | 2:11.57,5 CR   | Микола Пензін СРСР                                                      | 2:11.59,0   | Карел Лісмон Бельгія                                                            | 2:12.07,7   |
| Ходьба 20 кілометрів      | Роланд Візер НДР                                                    | 1:23.11,5 CR   | Петро Поченчук СРСР                                                     | 1:23.43,0   | Анатолій Соломін СРСР                                                           | 1:24.11,5   |
| Ходьба 50 кілометрів      | Хорхе Льопарт Іспанія                                               | 3:53.29,9 CR   | Веніамін Солдатенко СРСР                                                | 3:55.12,1   | Ян Орнох Польща                                                                 | 3:55.15,9   |
|                           |                                                                     |                |                                                                         |             |                                                                                 |             |
| Стрибки у висоту          | Володимир Ященко СРСР                                               | 2,30 CR        | Олександр Григор'єв СРСР                                                | 2,28        | Рольф Байльшмідт НДР                                                            | 2,28        |
| Стрибки з жердиною        | Володимир Трофименко СРСР                                           | 5,55 CR        | Антті Калліомякі Фінляндія                                              | 5,50        | Раулі Пудас Фінляндія                                                           | 5,45        |
| Стрибки у довжину         | Жак Руссо Франція                                                   | 8,18 CR        | Ненад Стекич Югославія                                                  | 8,12        | Володимир Цепельов СРСР                                                         | 8,01        |
| Потрійний стрибок         | Мілош Срейович Югославія                                            | 16,94          | Віктор Санєєв СРСР                                                      | 16,93       | Анатолій Піскулін СРСР                                                          | 16,87       |
| Штовхання ядра            | Удо Баєр НДР                                                        | 21,08 CR       | Олександр Баришников СРСР                                               | 20,68       | Вольфганг Шмідт НДР                                                             | 20,30       |
| Метання диска             | Вольфганг Шмідт НДР                                                 | 66,82          | Маркку Туокко Фінляндія                                                 | 64,90       | Імріх Бугар Чехословаччина                                                      | 64,66       |
| Метання молота            | Юрій Сєдих СРСР                                                     | 77,28 CR       | Роланд Штойк НДР                                                        | 77,24       | Карл-Ганс Рім ФРН                                                               | 77,02       |
| Метання списа             | Міхаель Вессінг ФРН                                                 | 89,12          | Микола Гребньов СРСР                                                    | 87,82       | Вольфганг Ганіш НДР                                                             | 87,66       |
|                           |                                                                     |                |                                                                         |             |                                                                                 |             |
| Десятиборство             | Олександр Гребенюк СРСР                                             | 8340 CR (8337) | Дейлі Томпсон Велика Британія                                           | 8289 (8257) | Зігфрід Штарк НДР                                                               | 8208 (8224) |

### Жінки
| Дисципліни             | Золото                                                                       | Золото      | Срібло                                                                    | Срібло      | Бронза                                                                       | Бронза      |
| ---------------------- | ---------------------------------------------------------------------------- | ----------- | ------------------------------------------------------------------------- | ----------- | ---------------------------------------------------------------------------- | ----------- |
| 100 метрів             | Марліс Ґер НДР                                                               | 11,13 CR    | Лінда Хаглунд Швеція                                                      | 11,29       | Людмила Маслакова СРСР                                                       | 11,31       |
| 200 метрів             | Людмила Кондратьєва СРСР                                                     | 22,52       | Марліс Ґер НДР                                                            | 22,53       | Карла Бодендорф НДР                                                          | 22,64       |
| 400 метрів             | Маріта Кох НДР                                                               | 48,94 WR CR | Крістіна Бремер НДР                                                       | 50,38       | Ірена Шевінська Польща                                                       | 50,40       |
| 800 метрів             | Тетяна Провідохіна СРСР                                                      | 1.55,80 CR  | Надія Мушта СРСР                                                          | 1.55,82     | Зоя Рігель СРСР                                                              | 1.56,57     |
| 1500 метрів            | Гіана Романова СРСР                                                          | 3.59,01 CR  | Наталія Мерешеску Румунія                                                 | 3.59,77     | Тотка Петрова Болгарія                                                       | 4.00,15     |
| 3000 метрів            | Світлана Ульмасова СРСР                                                      | 8.33,16 CR  | Наталія Мерешеску Румунія                                                 | 8.33,53     | Грете Вайтц Норвегія                                                         | 8.34,33     |
| 100 метрів з бар'єрами | Йоганна Клір НДР                                                             | 12,62       | Тетяна Анисимова СРСР                                                     | 12,67       | Гудрун Беренд НДР                                                            | 12,73       |
| 400 метрів з бар'єрами | Тетяна Зеленцова СРСР                                                        | 54,89 WR CR | Сільвія Голльман ФРН                                                      | 55,14       | Карін Росслей НДР                                                            | 55,36 NR    |
| 4×100 метрів           | СРСР Віра Анісімова Людмила Маслакова Людмила Кондратьєва Людмила Сторожкова | 42,54       | Велика Британія Беверлі Каллендер Кеті Смоллвуд Шарон Колір Соня Ланнаман | 42,72       | НДР Йоганна Клір Моніка Гаман Карла Бодендорф Марліс Ґер                     | 43,07       |
| 4×400 метрів           | НДР Крістіана Марквардт Барбара Круґ Крістіна Бремер Маріта Кох              | 3.21,20 CR  | СРСР Тетяна Пророченко Надія Мушта Тетяна Провідохіна Марія Кульчунова    | 3.22,53     | Польща Малгожата Гаєвська Крістіна Кацперчик Геновефа Блашак Ірена Шевінська | 3.26,76     |
|                        |                                                                              |             |                                                                           |             |                                                                              |             |
| Стрибки у висоту       | Сара Сімеоні Італія                                                          | 2,01 WR CR  | Розмарі Аккерманн НДР                                                     | 1,99        | Брігітте Гольцапфель ФРН                                                     | 1,95        |
| Стрибки у довжину      | Вільгельміна Бардаускене СРСР                                                | 6,88        | Ангела Фойгт НДР                                                          | 6,79        | Ярміла Стрейчкова Чехословаччина                                             | 6,69        |
| Штовхання ядра         | Ілона Слюп'янек НДР                                                          | 21,41 CR    | Гелена Фібінгерова Чехословаччина                                         | 20,86       | Маргітта Дрезе НДР                                                           | 20,58       |
| Метання диска          | Евелін Яль НДР                                                               | 66,98       | Маргітта Дрезе НДР                                                        | 64,04       | Наталія Горбачова СРСР                                                       | 63,58       |
| Метання списа          | Рут Фукс НДР                                                                 | 69,16 ER CR | Тесса Сандерсон Велика Британія                                           | 62,40       | Уте Гоммола НДР                                                              | 62,52       |
|                        |                                                                              |             |                                                                           |             |                                                                              |             |
| П'ятиборство           | Маргіт Папп Угорщина                                                         | 4655 (4694) | Бурглінде Поллак НДР                                                      | 4600 (4614) | Крістіна Ніцше НДР                                                           | 4599 (4648) |

## Медальний залік
| Місце                | Країна               | Золото | Срібло | Бронза | Загалом |
| -------------------- | -------------------- | ------ | ------ | ------ | ------- |
| 1                    | СРСР                 | 12     | 12     | 11     | 35      |
| 2                    | НДР                  | 12     | 10     | 10     | 32      |
| 3                    | ФРН                  | 4      | 2      | 2      | 8       |
| 4                    | Італія               | 4      | 1      | 0      | 5       |
| 5                    | Польща               | 2      | 2      | 3      | 7       |
| 6                    | Велика Британія      | 1      | 4      | 2      | 7       |
| 7                    | Фінляндія            | 1      | 2      | 3      | 6       |
| 8                    | Югославія            | 1      | 1      | 0      | 2       |
| 9                    | Франція              | 1      | 0      | 1      | 2       |
| 10                   | Іспанія              | 1      | 0      | 0      | 1       |
| 10                   | Угорщина             | 1      | 0      | 0      | 1       |
| 12                   | Чехословаччина       | 0      | 2      | 3      | 5       |
| 13                   | Румунія              | 0      | 2      | 0      | 2       |
| 14                   | Швейцарія            | 0      | 1      | 1      | 2       |
| 15                   | Ірландія             | 0      | 1      | 0      | 1       |
| 15                   | Швеція               | 0      | 1      | 0      | 1       |
| 17                   | Бельгія              | 0      | 0      | 1      | 1       |
| 17                   | Болгарія             | 0      | 0      | 1      | 1       |
| 17                   | Норвегія             | 0      | 0      | 1      | 1       |
| Загалом (19 збірних) | Загалом (19 збірних) | 40     | 41     | 39     | 120     |